# 刘毅仁
刘毅仁（1963年12月—），男，中华人民共和国外交官，曾任中华人民共和国驻大阪总领事。

## 生平
1985年，毕业于北京外国语学院。1987年，进入中华人民共和国外交部工作，先后在外交部亚洲司、驻日本大使馆任职，期间在日本九州大学进修1年。2000年，任驻大阪总领事馆副总领事。2002年，任驻日本大使馆参赞。2005年，任外交部亚洲司参赞兼外交部处理日本遗弃在华化学武器问题办公室主任。2011年12月，出任中华人民共和国驻大阪总领事。2016年4月，自驻大阪总领事离任。

## 家庭
已婚，有一女。